# Las vacaciones del Sr. Hulot
Las vacaciones del Sr. Hulot o Las vacaciones del señor Hulot, también llamada Las vacaciones de M. Hulot (título original en francés: Les Vacances de M. Hulot), es una película de comedia francesa de 1953, dirigida y protagonizada por Jacques Tati, y que ha llegado a ser considerada su mejor película, que le valió una reputación internacional. El filme presenta al personaje del Sr. Hulot, fumador de pipa bien intencionado pero torpe, que aparece en diversos filmes posteriores de Tati, entre ellos Mi tío (1959), Playtime (1967) y Trafic (1971).
La película tuvo bastante éxito y logró vender un total de 5,071,920 entradas en Francia. Además, ganó el premio Premio Louis Delluc en 1953, una candidatura al Óscar en 1956 (compartida con Henri Marquet) por mejor guion original y también compitió por el premio a la mejor película en el Festival de Cannes de 1953.

## Argumento
Las vacaciones del señor Hulot sigue las inofensivas desventuras de un francés encantador y tímido, Monsieur Hulot (interpretado por el propio Tati), mientras disfruta de unas vacaciones de agosto en una modesta playa turística, llegando en su viejo cacharro y rompiendo la calma del lugar para los demás veraneantes. El filme satiriza afectuosamente varios aspectos rígidos de las clases políticas y económicas de Francia, desde los capitalistas regordetes y los presumidos intelectuales marxistas hasta los propietarios diletantes y ordinarios, la mayoría de los cuales encuentran prácticamente imposible liberarse, aunque sea por un momento, de sus roles sociales, para poder relajarse y disfrutar la vida.
La película también se burla gentilmente de la confianza de la sociedad occidental de la posguerra en la primacía del trabajo sobre el ocio y del valor de la compleja tecnología sobre los placeres simples. Estos temas resurgen en sus filmes posteriores, en los que se acentúa la crítica a la sociedad burguesa del momento; entre ellos: Mi tío (1958), Playtime (1963) y Trafic (1971).

## Reparto
- Jacques Tati - Monsieur Hulot.
- Nathalie Pascaud - Martine.
- Micheline Rolla - la tía.
- Valentine Camax - la mujer inglesa.
- Louis Perrault - Fred.
- André Dubois - el comandante.
- Lucien Frégis - el propietario del hotel.
- Raymond Carl - el camarero.
- René Lacourt - el guía turístico.
- Marguerite Gérard - una guía turística.

## Estilo

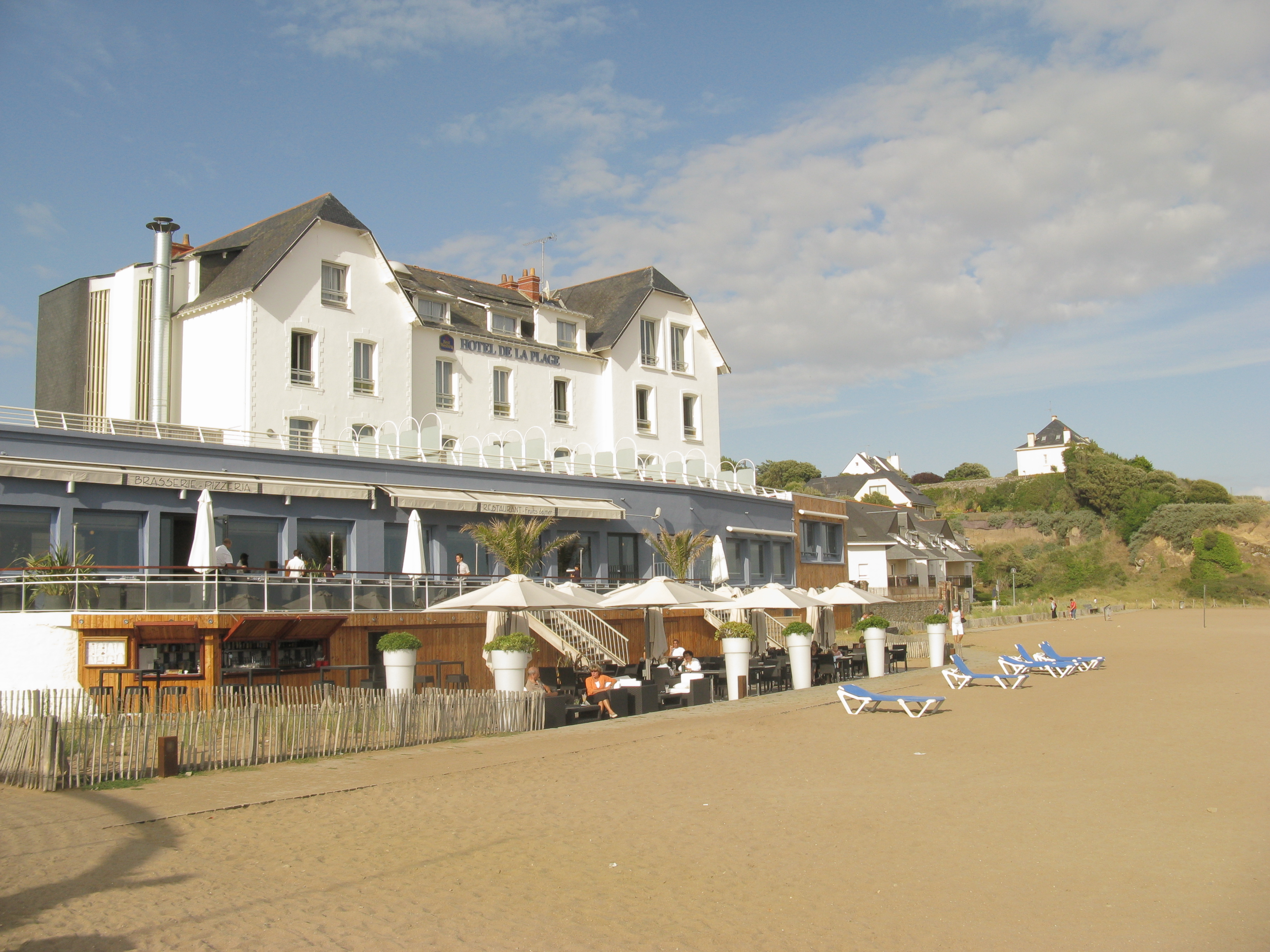
Vista de la locación principal de rodaje de la película: el Hôtel de la Plage en Saint-Marc-sur-Mer (Saint-Nazaire).

En la mayor parte de la película el diálogo se limita al papel de los sonidos de fondo, combinado con frecuentes tomas largas de escenas con múltiples personajes. Tati creyó que el resultado mantendría al público enfocando su atención en la cómica naturaleza humana cuando interactúa como un grupo, y además en sus propios chistes visuales meticulosamente coreografiados. Sin embargo, el filme no es en ningún sentido una comedia «muda», pues usa sonidos naturales y artificiales, no solo para efectos cómicos, sino también para el desarrollo del personaje.
La película se realizó tanto en idioma francés como en inglés. Aunque Tati ya había experimentado con la película en color en su primer largometraje, Jour de fête, Les vacances fue filmada en blanco y negro. Los temas de jazz utilizados son en su mayoría variaciones del tema Quel temps fait-il à Paris y fueron escritos por Alain Romans.

## Realización
La película fue rodada en la ciudad de Saint-Nazaire, en el departamento de Loire-Atlantique, en Francia. Tati se enamoró de sus costas cuando estuvo en el cercano Puerto Charlotte con sus amigos, antes de la guerra, y luego decidió regresar allí un día para realizar su película, lo cual fue posible el verano del 1951. 
El personaje del Sr. Hulot está basado en un verdadero señor Hulot, que no es otro que el abuelo del político ambientalista francés Nicolas Hulot.

## Crítica
En los Estados Unidos, la reseña de Bosley Crowther dijo que la película contenía «mucho de la misma sátira visual que solíamos obtener en los días del “mudo”, desde Charlie Chaplin, Buster Keaton y otros tales». Dijo que el filme «estalla de alegría» y que Tati «es un señor de piernas largas y ojos ligeramente saltones cuyo talento para caricaturizar la conducta de los seres humanos es firme e intenso […] No hay realmente historia en la imagen […] El diálogo […] es mínimo, y se usa solo para satirizar las cosas tontas y sin sentido que dicen los veraneantes. Los sonidos se vuelven petardos lanzados por un punto a favor de la comedia».
La crítica de películas Tònia Pallejà describe al Sr. Hulot como «una figura alta y delgada de andares extraños y notable flexibilidad, con una apariencia más anglosajona que francesa, con su sempiterna pipa, su sombrero, su gabardina y su paraguas o bastón, de los que nunca se desprendía y que se convirtieron en sus señas de identidad. Solterón maduro, extremadamente educado, de buen corazón y gran voluntad, pero también patoso, algo despistado e inoportuno, reflejaba a la perfección a ese tipo de hombre común, anodino, solitario, inadaptado, que intenta acercarse con su buen talante a los demás, pero no acaba de encajar en las reuniones sociales, donde es confundido por un excéntrico o molesto acompañante». Asimismo, afirma que «Hulot ha dejado su inconfundible huella en otras figuras cómicas posteriores, como Mr. Bean de Rowan Atkinson y algunos de los personajes que encarnó otro grande, Peter Sellers, por ejemplo el hindú Hrundi V. Bakshi de El guateque».
Afirma que la película «reúne inteligencia, entretenimiento, sensibilidad, análisis y emoción, magia y poesía; es una fascinante danza escenificada de cine y una lúcida expresión de vida en la que late la sabiduría del genio y el corazón del ser humano».
El biógrafo de Tati describió la película como «sublime», y el periodista Simon O’Hagan, con motivo del 50.º aniversario de la película en 2003, escribió que «podría contener la mayor colección de chistes visuales jamás reunidos en celuloide, pero es el ámbito en que se ubica y la atmósfera de la película lo que te eleva a otro reino. El personaje central es una inolvidable amalgama de desconcierto ante el mundo moderno, afán de complacer y apenas la cantidad justa de excentricidad».
El 20 de julio del mismo año, The Independent escribió que Tati y su gente «se tomaron la ciudad y luego la presentaron al mundo como la quintaesencia de la vida de la clase media francesa, redescubriendo sus rituales y las secuelas de la Segunda Guerra Mundial».

## Versiones
Se realizaron tres versiones de la película. Tati retiró la versión original de 1953 en 1959, mientras que en 1962 se realizó una segunda versión, que posteriormente fue retirada de circulación para su custodia debido a su quiebra en 1967. En 1978, Tati reeditó la película con doce minutos recortados para adaptarla a la reorganización de ciertas tomas (que coincidían con una nueva disposición del tema principal) y con nuevas imágenes filmadas en Saint-Marc-sur-Mer, que él mismo calificó como la versión definitiva de la película antes de su fallecimiento en 1982. La versión de 1978 está catalogada por Les Films de Mon Oncle como la «versión definitiva» de la película. Solo la versión original y la de 1978 están disponibles en vídeo doméstico.